# Régime enregistré d'épargne invalidité
Un régime enregistré d'épargne-invalidité ou REEI (en anglais, Registered Disability Savings Plan ou RDSP) est un programme du gouvernement du Canada conçu pour permettre aux personnes handicapées, avec l'aide de leur famille et de leurs amis, d'épargner pour leur sécurité financière future.
Le gouvernement du Canada aide les gens à épargner grâce au Programme canadien pour l'épargne-invalidité, qui comprend la Subvention canadienne pour l'épargne-invalidité et le Bon canadien pour l'épargne-invalidité. La Subvention canadienne pour l'épargne-invalidité égale les contributions personnelles. Le Bon canadien pour l'épargne-invalidité finance les REEI des personnes à revenu faible ou modique,.
Le régime enregistré d'épargne-invalidité est semblable à un régime enregistré d'épargne-études. Une personne qui établit un régime enregistré d'épargne-invalidité peut verser des cotisations au régime jusqu'à une limite à vie de 200 000 $ au profit de la personne désignée comme bénéficiaire.
Les cotisations ne sont pas déductibles de l'impôt, et les gains et la croissance s'accumulent avec un report d'impôt. Tout le monde peut cotiser. Les cotisations fructifient en franchise d'impôt jusqu'à leur retrait - à ce moment-là, une partie du régime (les gains et les cotisations du gouvernement) est imposable et devra être déclarée comme revenu entre les mains du bénéficiaire. Dans la plupart des cas, cela ne devrait pas affecter l'admissibilité aux prestations d'invalidité provinciales. Il n'y a pas de rente maximale. Les cotisations peuvent être versées jusqu'à la fin de l'année au cours de laquelle le bénéficiaire atteint l'âge de 59 ans.
Il ne s'agit pas d'une alternative à l'établissement d'une fiducie pour une personne handicapée, mais d'une solution à utiliser en conjonction avec d'autres véhicules, tels que les fiducies Henson, les produits d'assurance, les fonds distincts et les fiducies de prestations viagères, pour établir un plan financier solide en faveur d'une personne handicapée.

## Admissibilité
Pour ouvrir un REEI, une personne doit :
- être admissible au crédit d'impôt pour personnes handicapées (en) ;
- avoir 49 ans ou moins au 31 décembre de l'année en cours ;
- être résident du Canada ;
- avoir un numéro d'assurance sociale valide.

Pour avoir droit au crédit d'impôt pour personnes handicapées (en), la personne doit être limitée de façon importante dans au moins l'une des catégories suivantes : vision, parole, audition, marche, élimination (fonctions intestinales ou vésicales), alimentation, habillage, exécution des fonctions mentales de la vie quotidienne, thérapie de survie pour soutenir une fonction vitale et effets cumulatifs de restrictions importantes récemment introduits.
Un seul compte REEI peut être établi par personne admissible, et seul ce bénéficiaire a droit aux paiements. Un arrangement de REEI doit être conclu entre l'émetteur et le bénéficiaire (ou une personne admissible par rapport au bénéficiaire). Une personne admissible ne peut établir et administrer un REEI au nom du bénéficiaire que si ce dernier n'a pas la capacité mentale de le faire lui-même. Un adulte handicapé ayant la capacité mentale qui souhaite bénéficier d'un REEI doit établir le régime lui-même. Toutefois, les membres de la famille, les amis ou d'autres personnes peuvent contribuer à un régime établi par la personne handicapée, avec sa permission.

## Prestations
Les personnes qui reçoivent des prestations d'invalidité provinciales peuvent établir un REEI, sans passer par un test d'actifs et sans que cela affecte les prestations d'invalidité provinciales, le cas échéant.
Si le revenu du bénéficiaire est inférieur à 30 000 $ (en 2021), le bénéficiaire recevra annuellement des bons canadiens pour l'épargne-invalidité du gouvernement du Canada, jusqu'à un maximum à vie de 20 000 $. À cela s'ajoute la subvention canadienne pour l'épargne-invalidité : si le revenu familial est de 91 831 $ ou moins (en 2021), un montant supplémentaire pouvant aller jusqu'à 3 500 $ par année (pour chaque dollar déposé dans le REEI, le gouvernement versera une somme de 1 à 3 $ selon le revenu familial du bénéficiaire), jusqu'à concurrence d'un maximum viager de 70 000 $. Ainsi, si un bénéficiaire âgé de plus de 18 ans respecte les niveaux de revenu appropriés, une cotisation initiale de 1 500 $ peut donner lieu à une contrepartie gouvernementale de 3 500 $. Des règles complexes régissent le retrait des fonds d'un REEI. Le bénéficiaire aura à rembourser les subventions et les bons du gouvernement si les retraits sont effectués avant que les fonds ne soient acquis pour une période de 10 ans.
Les bénéficiaires recevront des subventions et des bons jusqu'à l'année où ils auront 49 ans. Les fonds peuvent être cotisés au REEI jusqu'à la fin de l'année au cours de laquelle le bénéficiaire atteint 59 ans. Les paiements au bénéficiaire doivent commencer au plus tard lorsque ce dernier atteint 60 ans.
Si le maximum de cotisations a été versé depuis que l'enfant a atteint 18 ans, il n'y aura plus de cotisations fédérales disponibles lorsqu'il atteindra 38 ans. Le total de 90 000 $ de subventions et de bons disponibles aura déjà alors été atteint.
Les paiements au bénéficiaire du REEI sont imposés au prorata, puisque les cotisations ont été faites avec des dollars après impôt (donc non imposables), alors que les subventions, les bons et les rendements du régime (intérêts, gins en capital, dividendes, etc.) sont imposables.
Le revenu du REEI n'aura pas d'incidence sur le droit à la Sécurité de la vieillesse et sur les crédits de taxe sur les produits et services.
En cas de décès du bénéficiaire du REEI, la valeur du régime est versée à la succession du bénéficiaire, sous réserve de la règle de retenue de l'aide pendant 10 ans.
Les fonds du REEI fructifient avec un report d'impôt. La plupart des programmes sociaux fédéraux, provinciaux et municipaux exonèrent ces actifs lorsqu'ils évaluent les ressources d'un client pour déterminer s'il a droit à leurs services.

## Historique
Le REEI a été annoncé par le gouvernement du Canada dans son budget de 2007 et est devenu disponible en 2008.
Le budget 2019 a éliminé l'obligation de fermer le compte si le bénéficiaire n'est plus admissible au crédit d'impôt pour personnes handicapées,,.